# Archidendron royenii
Archidendron royenii är en ärtväxtart som beskrevs av André Joseph Guillaume Henri Kostermans. Archidendron royenii ingår i släktet Archidendron och familjen ärtväxter. Inga underarter finns listade i Catalogue of Life.